# 海野平の戦い
海野平の戦い（うんのたいらのたたかい）は、戦国時代の天文10年（1541年）5月に信濃国小県郡（長野県上田市）で起きた合戦。
天文年間に甲斐国を統一した甲斐守護武田信虎と、村上義清や諏訪頼重など武田と結んだ信濃国人の連合軍が小県郡へ侵攻し、小県を領する海野棟綱、根津元直ら滋野三家（海野氏、禰津氏、望月氏)や真田氏との間で行われた。別名：海野平合戦。

## 前史
信濃国は室町時代より守護・小笠原氏による統制が取れず、戦国時代も小笠原氏の支配力は限定的で、地域単位で勢力基盤をもつ国人領主が割拠していた。東信地域では小県郡の国衆・信濃村上氏と滋野氏が地域支配をめぐって抗争し、室町時代の応仁2年（1468年）には両者の抗争から海野大乱が起こっている。村上氏は滋野氏を徐々に圧迫すると共に佐久郡にも侵攻を始め、文明16年（1484年）には佐久郡の国人・大井氏の大井政則を下し、佐久郡に一定の支配力を得るようになっていった。
一方、信濃佐久郡・小県郡と接する甲斐国では応永23年（1416年）の上杉禅秀の乱で守護・武田信満の滅亡により守護権力が弱体化し、有力国人との抗争が繰り広げられていた。永正4年に家督を継承した武田信虎は国内統一を達成すると、信濃諏訪郡を領する諏訪頼満が甲斐国人と結んで信虎と敵対した。武田信虎は永正16年（1519年）に佐久郡平賀城を攻めている。この時は村上氏が援軍として出陣し、武田信虎は平賀周辺に火を放っただけで退散している（この戦いが村上義清の初陣とされる）。大永2年（1522年）にも大井城を攻めるが、村上氏の援軍により敗北している。
天文4年（1535年）9月、武田信虎と諏訪頼満は和睦すると、両者の間では同盟が結ばれる。信虎はさらに駿河国の今川氏や、扇谷上杉氏・山内上杉氏との同盟を成立させた。『甲陽軍鑑』によれば、武田氏は翌天文5年11月には佐久郡海ノ口城を攻略する（海ノ口城の戦い）。天文8年（1539年）には武田家臣・飯富虎昌が佐久に侵攻し、村上義清と戦っている。
天文9年（1540年）は、2月に村上軍が甲斐に侵攻、4月には武田方の板垣信方が佐久に侵攻するなど、武田氏と村上氏の激しい攻防が繰り広げられたが、結果として村上氏方が押し切られ、佐久郡は実質的に武田氏に制圧される。

## 海野平の戦い
村上氏と武田氏が佐久郡で争っている間、小県郡や佐久郡では滋野三家を中心とする滋野一族が、上野国の関東管領・山内上杉氏を後ろ盾としていまだ一定の勢力を保持していた。翌年の天文10年5月、甲斐の武田信虎は諏訪頼重・村上義清と同盟を結び、佐久郡・小県郡侵攻を行う。武田氏は佐久郡へ、諏訪・村上氏は小県郡へ侵攻する。海野棟綱ら滋野一族は抵抗するが尾野山城（上田城）が落城し、海野平・矢沢などにおいて三氏の連合軍に敗退し、棟綱の嫡男・海野幸義は5月13日から14日にかけての葛尾進撃の際の戦いで討死している。
滋野一族は5月25日に総崩れとなると、海野棟綱・真田幸綱・根津政直ら滋野一族は関東管領の上杉憲政を頼り、上野国へ亡命する。海野棟綱はこれ以降の動向が不明で、上野で死去したと考えられている。
戦後に武田・諏訪・村上氏は滋野領の分割を行う。『神使御頭之日記』によれば、海野平合戦で降伏した人物に「矢沢殿」がおり、これは真田幸綱の弟とされる矢沢綱頼（頼綱）にあたると考えられている。綱頼は武田・諏訪・村上氏に帰参し、本領へ帰還している。綱頼は武田氏と敵対した村上義清に帰属するが、幸綱が武田氏に属すると村上方を離反した。また、諏訪氏猶子であり、諏訪神党であった禰津元直は許され本領安堵されている。一方、信虎は山内上杉氏と同盟関係にあったため、6月4日に信虎・晴信親子は信濃から撤兵した。
6月14日、甲斐へ帰国した信虎は駿河国の今川義元訪問のため出立するが、その最中に信虎が嫡男の武田晴信（信玄）により駿河へ追放されるクーデターが発生する。7月には海野棟綱の要請を受けた上杉憲政が、箕輪城主長野業政を総大将とし佐久郡に出兵し、佐久郡の大井氏、平賀氏、内山氏、志賀氏らは戦わずに降伏している。この上杉軍には海野棟綱や真田幸綱（幸隆）らも参陣していたと思われるが、長野業政は諏訪頼重と和睦して、海野氏の旧領小県郡には入らずに帰還してしまった。このことが、真田幸綱が上杉氏を見限り武田氏に臣従する遠因とされる。

## 海野平合戦の影響

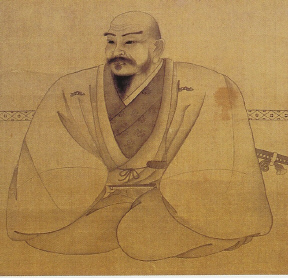
真田幸綱

武田氏の勢力は大きく後退し、佐久郡は山内上杉氏、小県郡は村上義清が支配することになる。諏訪頼重は独断で山内上杉氏との和睦を結び、領地の割譲を行った。天文10年6月に家督を継承した晴信は、翌天文11年（1542年）6月に諏訪氏との同盟を破棄し諏訪郡へ侵攻、諏訪氏を滅ぼした。諏訪頼重が山内上杉氏と領地分割を含む和睦を独断で行ったことを、晴信が盟約違反と捉えたためと考えられている。晴信はさらに信濃侵攻を進め、佐久郡を奪還。天文17年（1548年）には小県郡へ侵攻し、村上氏と上田原の戦い、砥石崩れなど直接干戈を交えることになる。また、山内上杉氏とも敵対関係に入る。
上野へ逃れた滋野一族のうち、海野棟綱はその後消息不明となり、平安より続く名族滋野三家の海野氏は事実上滅亡した。
真田幸綱は信虎追放後に禰津氏の紹介により武田晴信に出仕し家臣となる。幸綱は山内上杉氏や村上氏との戦いで活躍し、村上領となっていた本領の真田郷を奪還している（異説あり）。